# Margaretha Theodora Agnes von Velen

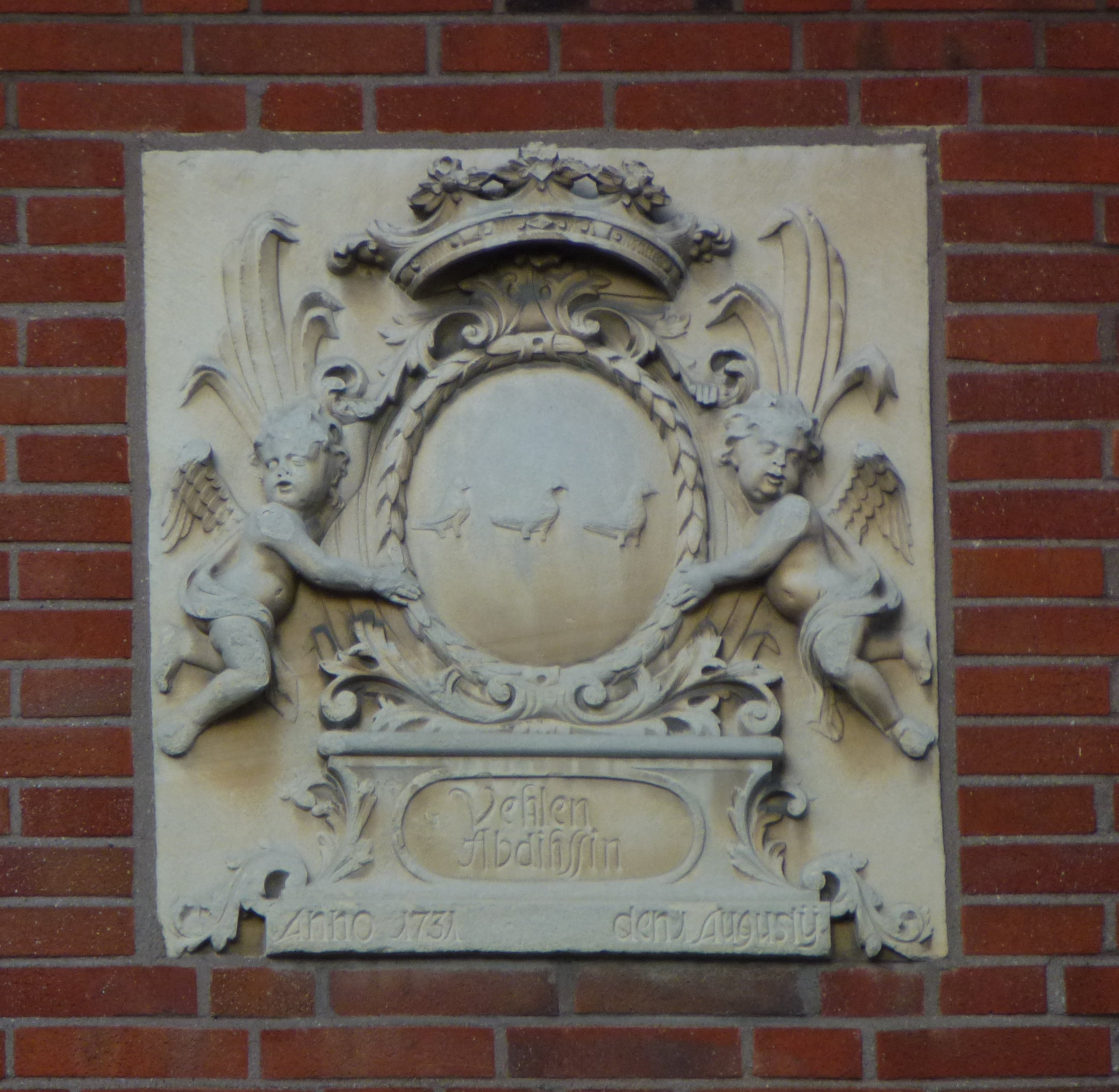
Wappenstein der Äbtissin Margaretha Theodora Agnes von Velen von ihrer 1731 errichteten Kurie Stiftsstraße 5

Margaretha Theodora Agnes von Velen (* 9. November 1668; † 15. August 1750 in Nottuln) war Äbtissin im Stift Nottuln.

## Leben

### Herkunft und Familie
Margaretha Theodora Agnes von Velen wuchs zusammen mit ihren neun Geschwistern in der westfälischen Adelsfamilie von Velen auf. Ihre Eltern waren Hermann Matthias von Velen (Drost zu Papenburg) und Margaretha Agnes von Galen zu Assen. Alle Geschwister, darunter Christoph Alexander und Anton Heinrich Hermann, sind in den geistlichen Stand getreten. Ihr Großvater war Dietrich von Velen (Gründer von Papenburg). Dietrich Anton von Velen (Dompropst) war ihr Onkel und der Amtsdroste Friedrich Matthias von Korff gen. Schmising zu Tatenhausen ihr Schwager.

### Werdegang und Wirken
Am 24. September 1680 wurde Margaretha aufgeschworen und am 3. August 1712 einstimmig zur Dechantin erkoren. Die Wahl zur Äbtissin war am 15. Juni 1728. Damit war sie Nachfolgerin von Helena Elisabeth von Wrede. Die Bestätigung durch den Fürstbischof folgte am 10. Juli 1728. Den Glaubenseid legte Margaretha Theodora am 17. Juli in der Nottulner Kirche ab. Ihre Nachfolgerin war Anna Maria Theresia von der Recke zu Steinfurt.

### Sonstiges
Durch einen Brand wurde das Dorf Nottuln am 3. Mai 1748 fast vollständig zerstört. Dabei wurde auch das Stift schwer beschädigt. In den letzten Lebensjahren lebte sie zurückgezogen, zusammen mit ihren zwölf Katzen, in ihrem neu errichteten Häuschen. Sie fiel einem gewaltsamen Raub zum Opfer, an dessen Folgen sie verstarb. Am 19. August 1750 wurde ihr Sarg in einer feierlichen Zeremonie in die Kirche getragen und nach der Messe unter dem Hochaltar beigesetzt.